# Afrozomus machadoi
Afrozomus machadoi är en spindeldjursart bland schizomiderna som beskrevs av James R. Reddell och James Craig Cokendolpher 1995. Afrozomus machadoi ingår i släktet Afrozomus, och familjen Hubbardiidae. Inga underarter finns listade i Catalogue of Life.